# Boniface Alexandre
Boniface Alexandre (Ganthier, 31 luglio 1936 – Port-au-Prince, 4 agosto 2023) è stato un politico haitiano.

## Biografia
Fu Presidente di Haiti dal febbraio 2004 al maggio 2006. Si insediò dopo Jean-Bertrand Aristide e dopo il colpo di Stato di Haiti del 2004, in qualità di Capo della Corte Suprema di Giustizia. Lasciò l'incarico nel maggio 2006, quando René Préval vinse le elezioni.